# Riserva forestale di Pugu
La riserva forestale di Pugu, o di Pugu Hills, in inglese Pugu (o Pugu Hills) Forest Reserve, è un'area naturale protetta della Tanzania, situata a poca distanza da Dar es Salaam, nella zona delle Pugu Hills. Insieme alla vicina foresta di Kazimzumbwi, la foresta di Pugu (un tempo chiamata foresta di Mogo) costituisce ciò che resta di quella che si considera essere una delle più antiche foreste del mondo. La regione è caratterizzata dalla presenza di numerose specie vegetali e animali endemiche.

## Geografia
La riserva copre un vasto territorio collinare a sudovest di Dar es Salaam, e include la sorgente del fiume Msimbazi, che sfocia nei pressi della città. Confina con la riserva di Kazimzumbwi e per un certo tratto con il Selous, uno dei più grandi parchi faunistici del mondo. Il territorio ospita vasti tratti di foresta di piante sempreverdi, alimentata dalle consistenti precipitazioni annuali. All'interno della riserva si trova uno dei maggiori depositi di caolinite del mondo. La città più vicina alla riserva è Kisarawi.

## Ambiente
Ospita 14 specie endemiche vegetali, due specie endemiche di mammiferi e una sottospecie endemica di uccelli. La fauna include elefanti, giraffe, impala, facoceri, leopardi, ghepardi iene, pangolini, toporagni elefante, manguste, civette, galagoni, sciacalli, babbuini, ippopotami, colobi e oltre 80 specie di uccelli. In passato sono stati avvistati gruppi di leoni, ma non è noto se questa specie sia ancora presente nella riserva. Alcune caverne di origine artificiale ospitano enormi colonie di pipistrelli.

## Turismo
Pur non appartenendo ai principali circuiti turistici in Tanzania, la riserva registra un certo afflusso di visitatori, dovuto soprattutto alla sua vicinanza con Dar es Salaam e alla ricchezza della fauna e della flora. All'interno della riserva ci sono anche percorsi di trekking che portano ad attrazioni specifiche, fra cui una caverna considerata luogo sacro dalla popolazione Wazaramo e un pittoresco mercato del bestiame locale. Un'altra escursione molto apprezzata porta a una delle caverne popolate di pipistrelli; al tramonto è possibile assistere allo spettacolo dell'intera colonia che esce all'aperto.
I turisti che visitano la riserva di Pugu spesso pernottano presso le strutture dell'aeroporto internazionale di Dar es Salaam, ad appena 20 minuti di macchina dal parco. All'interno del parco si trovano anche un campeggio e altre strutture ricettive minori.

## Prospettive di sviluppo
Le autorità tanzaniane stanno valutando il progetto di creare un parco nazionale che includerebbe le riserve di Pugu, Kazimzumbwi e Ruvu Sud. Questo verrebbe a essere il parco nazionale più vicino a Dar es Salaam.